# Eurytoma pinisilvae
Eurytoma pinisilvae är en stekelart som beskrevs av Bugbee 1981. Eurytoma pinisilvae ingår i släktet Eurytoma och familjen kragglanssteklar. Inga underarter finns listade i Catalogue of Life.